# Ítél a Balaton
Az Ítél a Balaton 1933-ban bemutatott fekete-fehér magyar filmdráma, Fejős Pál rendező második (Magyarországon forgatott) hangosfilmje. Címváltozatai: Vihar a Balatonon, A Balaton, Lelkek a viharban. A film angol, francia és német változatban is elkészült, azonban a magyar és az angol változat nem maradt fenn. A film történetének rekonstrukciója a német változaton alapul. A francia változat jelentősen eltér az eredeti műtől.

## Történet
|  | Alább a cselekmény részletei következnek! |

A történet egy Balaton melletti halászfaluban játszódik, itt él az öreg Kovács lányával, Máriával, és az öreg Szabó fiával, Mihállyal. A két család több évtizede ellenségeskedik egymással, így a két fiatal szerelme reménytelen. Kovács a lányát fogadott fiához, Janihoz adja feleségül. Mari azonban nem tudja eltitkolni Mihály iránti szerelmét. Dühében Kovács a hűtlen asszonyt egy viharos éjszakán a tó ítéletére bízza. Ha a Balaton visszaadja őt, bűnei megbocsátást nyernek. Az ifjú férj és az elkeseredett szerető is Mari megmentésére indulnak a viharos éjszakán, ám Janit, miután kimentette hűtlen feleségét és annak szeretőjét, elnyeli a Balaton.
|  | Itt a vége a cselekmény részletezésének! |

A legjelentősebb eltérés a német és a francia változat között, hogy míg a német változatban Jani saját akaratából fullad vízbe (csónakba menti Marit és Mihályt, majd amikor látja azok szerelmét és aggódását egymásért, alámerül a tóba), addig a francia változatban Jani nem elég erős ahhoz, hogy fenntartsa magát a vízen, és mire Mihály odaér hozzá hogy megmentse, elmerül.

## Szereplők
- Kovács: Csortos Gyula
- Jani, a fogadott fia: Páger Antal
- Mari, a leánya: Medgyessy Mária
- Szabó: Ditrói Mór
- Mihály, a fia: Elekes Ernő
- Síró asszony: Palotai Erzsi
- Toronyőr: Baló Elemér

További szereplők:
- Dezsőffy László
- Kelemen Lajos
- Gárday Lajos

## Kapcsolódó szócikk
- Kállai kettős